# Malita, Davao Occidental

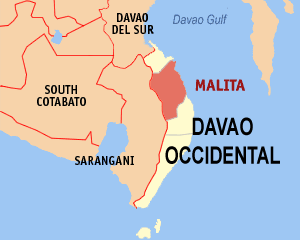
Bản đồ của Davao Occidental với vị trí của Malita

Malita là một đô thị hạng 1 ở tỉnh Davao Occidental, Philippines, đồng thời là tỉnh lỵ của tỉnh này. Theo điều tra dân số năm 2000, đô thị này có dân số 100.000 người trong 20.526 hộ.

## Các đơn vị hành chính
Malita được chia thành 31 barangay.